# Agni-Air-Flug 101
Agni-Air-Flug 101 war ein nationaler Linienflug der Agni Air von Kathmandu nach Lukla, bei dem am 24. August 2010 eine Dornier 228-101 an einem Berg zerschellte. Unter den elf Passagieren und drei Besatzungsmitgliedern gab es keine Überlebenden.

## Flugverlauf
Die Dornier 228-101 hob um 07:04 Uhr Ortszeit (02:19 Uhr MEZ) in Kathmandu ab. Um 07:18 Uhr wurde die Besatzung von der Flugsicherung über zuziehende Wolken am Flughafen Lukla unterrichtet. Die Piloten entschieden, zum Ausgangsflughafen zurückzukehren. Sie erhielten die Anweisung, die Höhe von 12.000 Fuß beizubehalten und einen Instrumentenanflug durchzuführen. Kurz darauf trat ein technisches Problem auf, welches einen Instrumentenanflug unmöglich machte. Beide Generatoren fielen aus und die Batterie war bereits nach 13 statt der angegebenen 30 Minuten vollständig entladen, so dass das gesamte elektrische System ausgefallen war, welches u. a. auch die Fluginstrumente versorgt. Die Piloten meldeten allerdings keine Luftnotlage. Ein Ausweichen zum Flughafen Simara war ebenfalls nicht möglich, da dieser aufgrund des schlechten Wetters geschlossen war. Im Anschluss versuchten die Piloten, den Flughafen in Kathmandu visuell anzufliegen. Um 07:25 Uhr ging der Radarkontakt verloren. Die Dornier 228 zerschellte an einem Berg auf einer Höhe von 9000 Fuß, 33 Kilometer vom Flughafen entfernt. Alle 14 Insassen starben bei dem Unfall.

## Untersuchung
Für die Untersuchung bildete die nepalesische Regierung eine fünfköpfige Kommission. Nachdem zunächst die technischen Schwierigkeiten als Unfallursache angenommen wurden, stellten sich diese als nur unfallfördernd heraus, da die schlechten Wetterbedingungen einen Instrumentenflug vonnöten gemacht hätten. Als tatsächliche Ursache wurde räumliche Desorientierung der Piloten angegeben. Auch ein unsachgemäßer Umgang der Crew mit den technischen Problemen wurde als Ursache benannt.

## Flugzeug
Die Dornier 228 trug die Seriennummer 7032 und absolvierte ihren Erstflug am 18. Mai 1984. Seit Oktober 2006 war sie in Besitz der Agni Air. Zuvor flog sie von 1985 bis 2003 für die Nat. Oil & Gas VT, zwischen 2003 und 2006 stand sie im Dienste der Skyline Airways.

## Besatzung
Der Kapitän Laxman Prakash Shah hatte eine Flugerfahrung von beinahe 30 Jahren in Nepal und Indien. Die Kopilotin Sophia Singh besaß eine Flugerfahrung von 920 Stunden mit Dorniers.

## Opfer
| Nationalität           | Passagiere | Crew | Insgesamt |
| ---------------------- | ---------- | ---- | --------- |
| Nepal                  | 5          | 3    | 8         |
| Vereinigte Staaten     | 4          | –    | 4         |
| Japan                  | 1          | –    | 1         |
| Vereinigtes Königreich | 1          | –    | 1         |
| Total:                 | 11         | 3    | 14        |